# Метод Бутейко
Метод Бутейко (метод волевой ликвидации глубокого дыхания, ВЛГД) — способ лечения бронхолегочных, аллергических и ряда других заболеваний, характеризующийся снижением вентиляции легких в переносимом объеме в состоянии покоя и при выполнении физической нагрузки, разработанный советским учёным К. П. Бутейко в 1960-х годах. Ряд клинических испытаний показал, что метод способен существенно уменьшать симптомы астмы, включая сокращение приема медикаментов (бронходилататоров и стероидных препаратов), а также улучшать качество жизни пациента, не изменяя при этом основную функцию легких (FEV1) — форсированный поток выдоха. Применение метода в виде регулярных тренировок от нескольких недель до нескольких месяцев, позволяет значительно сократить срок лечения бронхолегочных заболеваний и добиться положительных результатов — от устранения ярких симптомов заболевания до многолетней клинической ремиссии.

## Теория Бутейко
Изначально метод базируется на теории, выдвинутой К. П. Бутейко. По его мнению, некоторые патологии человека являются симптомами (синдромами) открытой им «болезни глубокого дыхания» — согласно теории, излишний объём и скорость дыхания приводят к гипервентиляции, которая вызывает нарушения обмена веществ в организме, так как дыхание является одним из главных факторов, определяющих его. Одним из оснований, по мнению автора теории, является Эффект Вериго — Бора. Он разработал диагностику, динамику и методологию избавления от этой «болезни». Нормализовав автоматическое дыхание, тем самым, по этой теории, можно улучшить обмен веществ пациента и исключить проявления ряда симптомов и синдромов.
Существуют данные, собранные в ряде медицинских исследований, которые показывают, что больные хроническими заболеваниями вдыхают в покое в 2-3 раза больший объем воздуха в минуту, чем в медицинской норме.

## Метод
Метод использует ряд терапевтических приёмов[каких?] как из традиционной, так и альтернативной медицины, и включает следующие составляющие:
- изучение своего дыхания;
- тренировки по уменьшению дыхания за счёт расслабления;
- обучение предотвращению приступов за счёт уменьшения дыхания;
- работа по избавлению от лекарственной, в том числе гормональной зависимости;
- обучение управлению факторами, влияющими на дыхание, работа по управлению этими факторами.

Содержание тренировок по методу Бутейко составляют три правила. Первое — стараться всегда (не только на тренировках) дышать исключительно носом, даже если он заложен, то постепенно начнет прочищаться. Второе — выравнивать и уменьшать дыхание с помощью расслабления. Третье правило — не перегибать палку, то есть не допускать сильного ощущения недостатка воздуха. Признаком соблюдения этого правила является отсутствие желания надышаться после окончания тренировки.
Для определения степени нарушения дыхания используют измерение «контрольной паузы» и пульса.
Измерение контрольной паузы желательно проводить в одних и тех же условиях, после 10 минут отдыха для выравнивания дыхания. Принять правильную осанку, расправить плечи. Живот при этом подтягивается. После этого нужно сделать обычный вдох, расслабить живот, при этом происходит непроизвольный выдох. Одновременно с окончанием выдоха нужно запомнить положение секундной стрелки и остановить дыхание. В течение измерения не следить за временем. Не вдыхать до первой трудности, то есть тогда, когда произойдет «толчок» диафрагмы. Одновременно с этим «толчком» непроизвольно напрягаются мышцы живота и шеи. Пациенты обычно характеризуют это ощущение как «толчок в горле». В момент «толчка» нужно посмотреть на показание секундной стрелки и продолжить дыхание. Вдохнуть нужно не глубже, чем перед остановкой дыхания.
Измеренные таким образом пары значений «контрольная пауза — пульс» позволяют установить стадию болезни по следующему правилу:
- контрольная пауза больше 40 секунд при пульсе меньше 70 ударов в минуту — вы здоровы;
- от 20 до 40 с (пульс 80) — 1-я стадия болезни;
- от 10 до 20 с (пульс 90) — 2-я стадия болезни;
- менее 10 с — 3-я стадия болезни.

Устойчивость значений контрольной паузы и пульса означает, что они хотя бы несколько дней соответствуют одной и той же стадии болезни.
Согласно найденным Бутейко закономерностям, крайне опасно пытаться управлять непосредственно дыхательными движениями, то есть амплитудами и длительностями вдоха, выдоха или паузы. Подобные попытки чреваты ухудшением здоровья. В методе Бутейко дыхание исправляется в сторону его уменьшения только за счёт расслабления. Задержки дыхания иногда применяются в методе Бутейко только для специальных целей.

## Клинические исследования
С 1962 по 1982 год в СССР было проведено 35 исследований, которые подтвердили, что метод Бутейко безопасен и эффективен при лечении астмы и других заболеваний дыхательной системы.
С 1998 по 2008 год на Западе было опубликовано 6 рандомизированных контрольных исследований метода Бутейко. Все они продемонстрировали либо существенные сокращения в необходимости приёма лекарств, либо улучшения контроля астмы при использования метода Бутейко, не влияя, однако, на объективные показатели функционирования лёгких.
В 2008 году в Канаде было проведено исследование на 129 пациентах с астмой, которые были рандомизированы в две группы: дыхательных упражнений по методу Бутейко или физиотерапии грудной клетки (chest physiotherapy). В группе метода Бутейко доля пациентов с хорошим контролем астмы увеличилась за 6 месяцев с 40 до 79 %. Это улучшение ассоциировалось со статистически значимым падением средней дозы вдыхаемых стероидов. Улучшение контроля астмы, однако, наблюдалось также и в группе, которая лечилась физиотерапией грудной клетки.
Исследование, проведённое в 2013 г. в Ченнаи (Индия) на ста пациентах с впервые поставленным диагнозом "астма", из которых половина в течение двух месяцев обучалась методу Бутейко, а вторая получала стандартное медикаментозное лечение, показало бо́льшую эффективность Метода как в отношении улучшения самочувствия пациентов, так и с точки зрения повышения пиковой скорости выдоха (ПСВ).
В других испытаниях было установлено резкое уменьшение (в основном на 80—90 %) дозы лекарств для ослабления симптомов астмы. Отмечалось уменьшение приёма стероидов, но часто — в долгосрочном периоде. Но эти испытания не показали улучшения спирометрии, обычного показателя тяжести астмы, который измеряет текущий уровень стеснения дыхательных путей.
Авторы отмечали, что функция лёгких в этих испытаниях не падает, несмотря на уменьшение приёма лекарств. Некоторые ранние испытания метода Бутейко страдали от плохой организации, которая могла исказить результаты. Тем не менее последующие испытания учли эти факторы и воспроизвели сходные результаты при строго контролируемых условиях.
В 2008 году британские указания по лечению астмы (англ. British Guideline on the Management of Asthma 2008) разрешили врачам в Великобритании рекомендовать метод Бутейко и подтвердили, что он «может рассматриваться в качестве помощи пациентам в контролировании симптомов астмы». Этот метод — единственная дополнительная терапия астмы, одобренная Британским торакальным обществом (англ. British Thoracic Society).
В 2015 году Министерство здравоохранения Австралии опубликовало результаты обзора альтернативных методов лечения, целью которого было определить, подходят ли они для медицинского страхования. Метод Бутейко был одним из 17 методов лечения, для которых не было найдено явных доказательств эффективности. Не обнаружено его влияние на функционирование лёгких, симптомы астмы или на качество жизни (в рецензируемых источниках с 2008 по 2013 года на английском языке). С 1 апреля 2019 года метод Бутейко исключён из системы медицинского страхования Австралии.

## Фильмы
- 1988 — Друзья и враги доктора Бутейко — Свердловская киностудия[19].
- 1988 — Пока дышу, надеюсь — НовосибирскТелефильм[20].
- 1989 — Если хочешь быть здоров — Главная редакция спортивных программ[21].